# آشر روث
آشر روث (بالإنجليزية: Asher Roth)‏ هو رابر وكاتب أغاني ومغني أمريكي، ولد في 11 أغسطس 1985 في موريسفيل باكز مقاطعة في الولايات المتحدة.

## وصلات خارجية
- الموقع الرسمي
- آشر روث على موقع IMDb (الإنجليزية)
- آشر روث على موقع ميوزك برينز (الإنجليزية)
- آشر روث على موقع رولينغ ستون (الإنجليزية)
- آشر روث على موقع أول ميوزيك (الإنجليزية)
- آشر روث على موقع ديسكوغز (الإنجليزية)